# Eleutherodactylus inoptatus
Eleutherodactylus inoptatus är en groddjursart som först beskrevs av Barbour 1914.  Eleutherodactylus inoptatus ingår i släktet Eleutherodactylus och familjen Eleutherodactylidae. IUCN kategoriserar arten globalt som livskraftig. Inga underarter finns listade i Catalogue of Life.